# Clase Som
Clase Som fue una serie de siete submarinos construidos para la Armada Imperial Rusa entre 1904 y 1907. Diseñados por John Philip Holland y ordenados en el programa de emergencia de 1904 en el momento de la Guerra Ruso-Japonesa; seis de ellos fueron construidos bajo licencia de la firma Electric Boat Co. en los astilleros Nevsky en San Petersburgo y fueron diseñados para ser desmontados en secciones y ser transportados en ferrocarril. El primer buque, el Som ,  originalmente llamado Fulton, un submarino experimental, fue el prototipo de la Clase Plunger de sumergibles construida para la Armada de los Estados Unidos. El buque construido en Estados Unidos fue adquirido y enviado a Rusia en junio de 1904 a bordo del carguero inglés Menantic con destino a San Petersburgo. Estos sumergibles sirvieron en la Flota del Báltico y en la del Mar Negro.

## Buques de la clase
| El Fulton listo para su botadura en el astillero Crescent | |
| Astillero:                                                | Crescent Shipyard , Elizabeth (Nueva Jersey) |
| Iniciado:                                                 | 1900 |
| Botado:                                                   | 1901 |
| Operador:                                                 | Armada Imperial Rusa |
| Comisionado:                                              | 1904 |
| Baja:                                                     | 1916 |
| Destino:                                                  | Entregado por vía marítima en San Petersburgo desde EE. UU. en 1904 Trasladado a la Flota del Mar Negro y luego a la Flota del Báltico en 1915 Hundido por colisión con un vapor sueco el 10 de mayo de 1916. Los restos del naufragio se encontraron en 2015 en aguas territoriales suecas |

|              |                                                                                                  |
| Astillero:   | Sredne-Nevskiy sudostroitelnyy zavod , Ust-Izhora, (San Petersburgo)                             |
| Iniciado:    |                                                                                                  |
| Botado:      | 1904                                                                                             |
| Operador:    | Armada Imperial Rusa                                                                             |
| Comisionado: | 1905                                                                                             |
| Baja:        | 1918                                                                                             |
| Destino:     | Asignado a la Flota del Báltico Hundido el 25 de febrero de 1918 en el puerto de Tallin, Estonia |

|              |                                                                                  |
| Astillero:   | Sredne-Nevskiy sudostroitelnyy zavod , Ust-Izhora, (San Petersburgo)             |
| Iniciado:    |                                                                                  |
| Botado:      | 1905                                                                             |
| Operador:    | Armada Imperial Rusa                                                             |
| Comisionado: | 1906                                                                             |
| Baja:        | 1919                                                                             |
| Destino:     | Asignado a la Flota del Mar Negro Hundido en 1919 en la base naval de Sebastopol |

| Submarino Peskar en Liepāja, Letonia, 1905 |                                                                                                  |
| Astillero:                                 | Sredne-Nevskiy sudostroitelnyy zavod , Ust-Izhora, (San Petersburgo)                             |
| Iniciado:                                  |                                                                                                  |
| Botado:                                    | 1905                                                                                             |
| Operador:                                  | Armada Imperial Rusa                                                                             |
| Comisionado:                               | 1906                                                                                             |
| Baja:                                      | 1918                                                                                             |
| Destino:                                   | Asignado a la Flota del Báltico Hundido el 25 de febrero de 1918 en el puerto de Tallin, Estonia |

| Submarino Schuka en la nave y planta mecánica de los astilleros Nevskiy. 1905 |                                                                                                  |
| Astillero:                                                                    | Sredne-Nevskiy sudostroitelnyy zavod , Ust-Izhora, (San Petersburgo)                             |
| Iniciado:                                                                     |                                                                                                  |
| Botado:                                                                       | Abril de 1905                                                                                    |
| Operador:                                                                     | Armada Imperial Rusa                                                                             |
| Comisionado:                                                                  | 1906                                                                                             |
| Baja:                                                                         | 1918                                                                                             |
| Destino:                                                                      | Asignado a la Flota del Báltico Hundido el 25 de febrero de 1918 en el puerto de Tallin, Estonia |

| Submarino Sterlyad en 1910 |                                                                                                  |
| Astillero:                 | Sredne-Nevskiy sudostroitelnyy zavod , Ust-Izhora, (San Petersburgo)                             |
| Iniciado:                  |                                                                                                  |
| Botado:                    | 1905                                                                                             |
| Operador:                  | Armada Imperial Rusa                                                                             |
| Comisionado:               | 1906                                                                                             |
| Baja:                      | 1918                                                                                             |
| Destino:                   | Asignado a la Flota del Báltico Hundido el 25 de febrero de 1918 en el puerto de Tallin, Estonia |

| Submarino Sudak entrando en dique seco. 1912 |                                                                                  |
| Astillero:                                   | Sredne-Nevskiy sudostroitelnyy zavod , Ust-Izhora, (San Petersburgo)             |
| Iniciado:                                    |                                                                                  |
| Botado:                                      | 1907                                                                             |
| Operador:                                    | Armada Imperial Rusa                                                             |
| Comisionado:                                 | 1908                                                                             |
| Baja:                                        | 1919                                                                             |
| Destino:                                     | Asignado a la Flota del Mar Negro Hundido en 1919 en la base naval de Sebastopol |

## 2015 descubrimiento del pecio del Som
El 27 de  julio de 2015, se informó que un minisubmarino extranjero, de unos 20 m de largo y 3 m de diámetro, había sido localizado la semana anterior por el grupo de buceo sueco Ocean XTeam, dirigido por Dennis Åberg. El submarino se encontró a 1,48 millas náuticas; 1,71 mar adentro en la costa este del centro de Suecia. El grupo había recibido las coordenadas para su búsqueda de la empresa islandesa Ixplorer.
En un primer momento, los buzos que encontraron el submarino, consideraron dado su estado de conservación que era un modelo moderno y parecía estar intacto, lo que sugería que los restos de la tripulación aún podían encontrarse  a bordo. El casco estaba marcado con letras cirílicas. Las imágenes del naufragio mostraban que el submarino estaba posado en el fondo del mar con su torre apuntando hacia arriba. El grupo de buceo informó a las Fuerzas Armadas Suecas el lunes 27 de julio de 2015, y se entregó material de video de los restos para su análisis. El casco del naufragio presenta la "señal dura" Ъ en la posición final del alfabeto cirílico. Dado que este uso se suspendió durante la reforma ortográfica de 1917, indicaba que el barco era anterior a la era soviética. 
El 28 de  julio de 2015, la oficina de relaciones públicas de las Fuerzas Armadas de Suecia emitió una declaración en la que se indicaba que el análisis de las imágenes de vídeo y otras pruebas indicaban que el naufragio era "muy probablemente" el del submarino Som (Сомъ) de la Clase Som de la Armada Imperial Rusa. Som se hundió con toda su tripulación en servicio activo después de una colisión el 23 de mayo de 1916 con el vapor de pasaje sueco Ångermanland (1872) en el Mar de Åland, en algún lugar entre Arholma y el faro de Svartklubben.